# JetBlue Airways
JetBlue Airways è una compagnia aerea low-cost statunitense che ha la sede a New York (quartiere di Long Island City, distretto di Queens) e opera con voli nazionali e internazionali negli Stati Uniti, Messico, Caraibi, America centrale e Sud America utilizzando aerei della famiglia Airbus A220 ed A320, ed Embraer E-190.

## Storia

### I primi anni

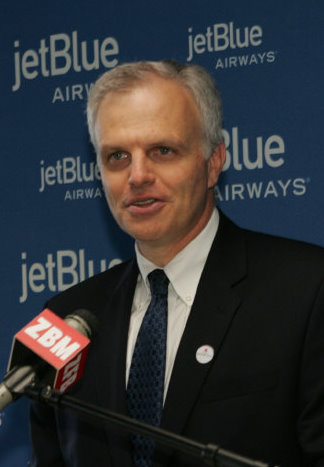
David Neeleman nel 2006.

Fondata nel febbraio 1999 da David Neeleman, inizialmente con il nome di NewAir, iniziò le operazioni l'11 febbraio 2000 con due voli da New York (JFK) a Buffalo e Fort Lauderdale.
La compagnia nacque come low cost, per fare concorrenza a Southwest Airlines che fino a quel momento dominava il settore, offrendo però degli elementi innovativi: intrattenimento di bordo con schermo individuale per ciascun sedile, con 24 canali televisivi arricchiti nel tempo e radio satellitare. Si distinse anche per la capacità di ottenere 75 slot di atterraggio e decollo dal principale aeroporto di New York, nonché per la rapidità di sviluppo, che la portò ad inaugurare una media di tre nuove tratte al mese.
La crescita è stata ulteriormente aiutata dal fatto di essere stata una delle compagnie che ha reagito meglio alla crisi dell'11 settembre 2001, guadagnando così quote di mercato. Tuttavia, negli anni successivi lo sviluppo ha subito forti rallentamenti, che hanno addirittura lasciato presagire un rischio di fallimento. Ciò dapprima a causa dell'aumento del costo del carburante nel 2005, il primo anno concluso dalla compagnia in perdita, e poi per la crisi del 2008. A causa di questo periodo difficile, Neeleman lasciò la società nel 2007 per aprire una nuova compagnia aerea in Brasile, la Azul.
Il 22 ottobre 2008, JetBlue ha inaugurato comunque il suo nuovo hub a New York JFK, inglobando ed ampliando il Terminal 5 (T5, lo storico terminal della TWA) che adesso conta 26 gate, incrementando così fortemente i suoi collegamenti presso i principali aeroporti statunitensi. Nello stesso anno, la compagnia ha stabilito i suoi primi accordi di code share con Lufthansa, che ne ha acquisito il 19% delle azioni, e Aer Lingus.

### Sviluppi recenti

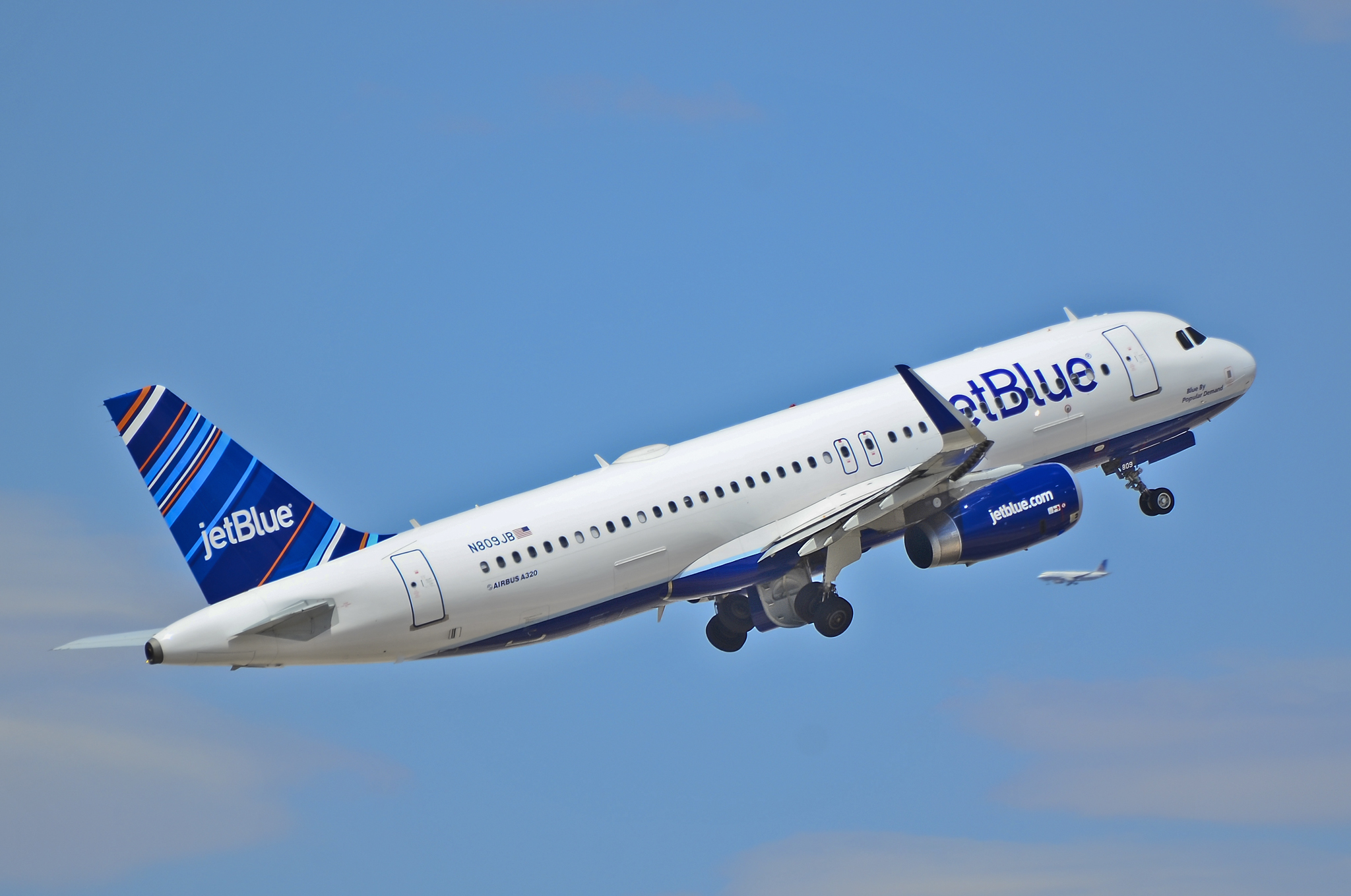
Un Airbus A320-200.

Nel 2013, JetBlue ha introdotto, su alcune rotte selezionate, una nuova cabina business, chiamata Mint, installata sugli Airbus A321 ricevuti a partire dal 2014, e in seguito sui più nuovi A321neo. Sugli A321LR è configurata in una versione per il lungo raggio, con sedili isolati e reclinabili, chiamata Mint Suite.
Il 31 agosto 2016, JetBlue ha inaugurato il primo collegamento di linea in 55 anni tra gli Stati Uniti e Cuba. Il volo JetBlue 387 è decollato dall'aeroporto di Fort Lauderdale ed è atterrato a Santa Clara, raggiungendo lo storico traguardo.
Nel 2019 la compagnia ha ordinato 13 A321LR, con l'intenzione di aprire le sue prime rotte intercontinentali verso l'Europa. Nell'agosto 2021 JetBlue ha avviato i collegamenti verso Londra-Heathrow e Londra-Gatwick da New York, implementandoli anche da Boston l'anno successivo. Dall'estate del 2023 la rete dei collegamenti con l'Europa è stata ulteriormente espansa, con l'aggiunta di Parigi-Charles de Gaulle e Amsterdam.
Nel maggio del 2022, in risposta all'analoga offerta di Frontier Airlines, JetBlue ha annunciato di voler acquistare la rivale Spirit Airlines. Il 28 luglio la compagnia ha annunciato che la sua offerta è stata accettata, concludendo un accordo per l'acquisto a 3,8 miliardi di dollari. Il Dipartimento di Giustizia americano si è però attivato, riuscendo ad interrompere la fusione nel gennaio 2024, a causa del rischio che da essa potesse derivare un aumento eccessivo dei prezzi.

## Identità aziendale

### Sede

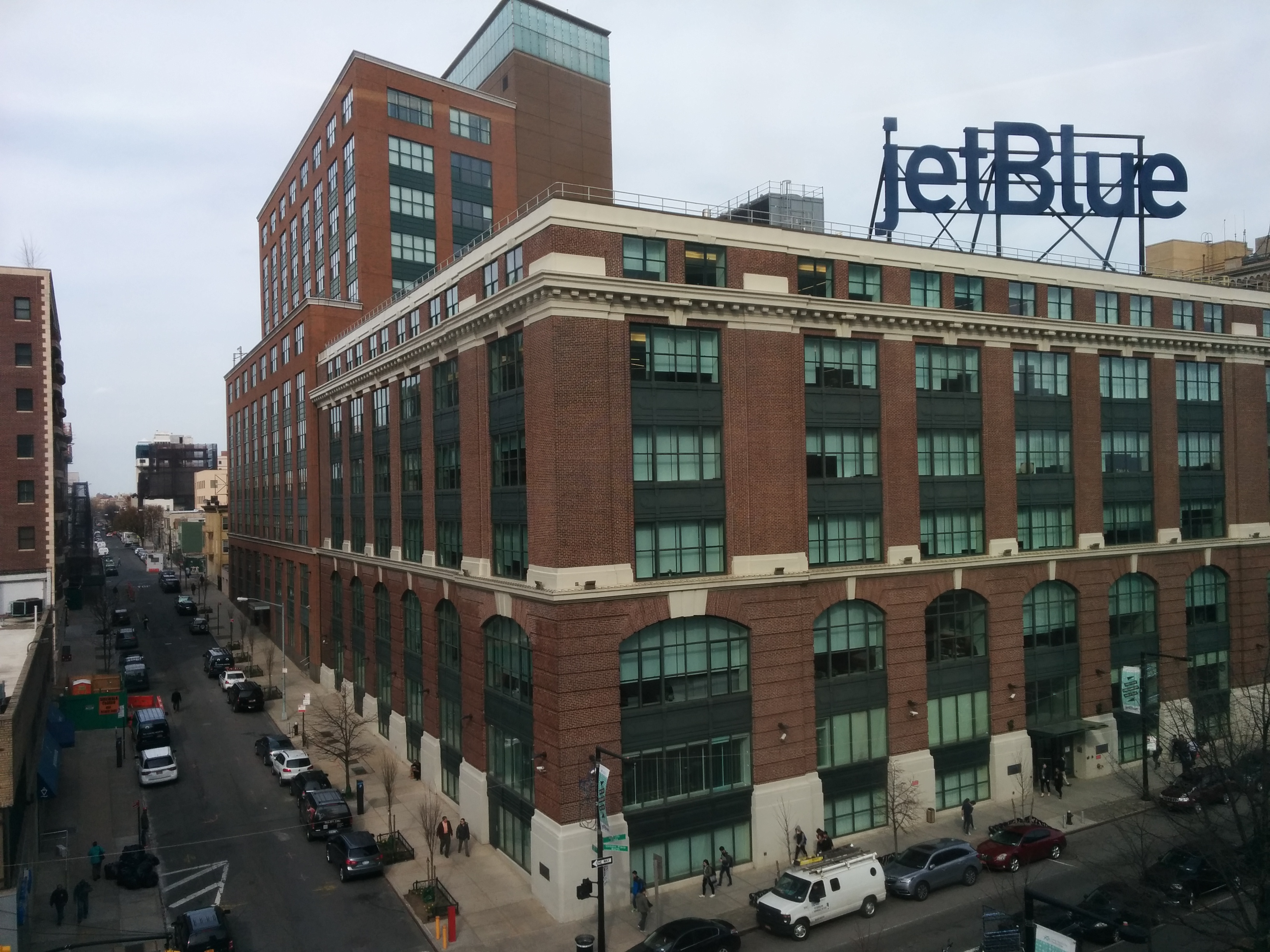
La sede attuale.

Attualmente, gli uffici di JetBlue sono situati nel Brewster Building a Long Island, New York. Altri uffici si trovano a Salt Lake City e ad Orlando, dove è situato anche un centro di addestramento piloti.

### Livrea

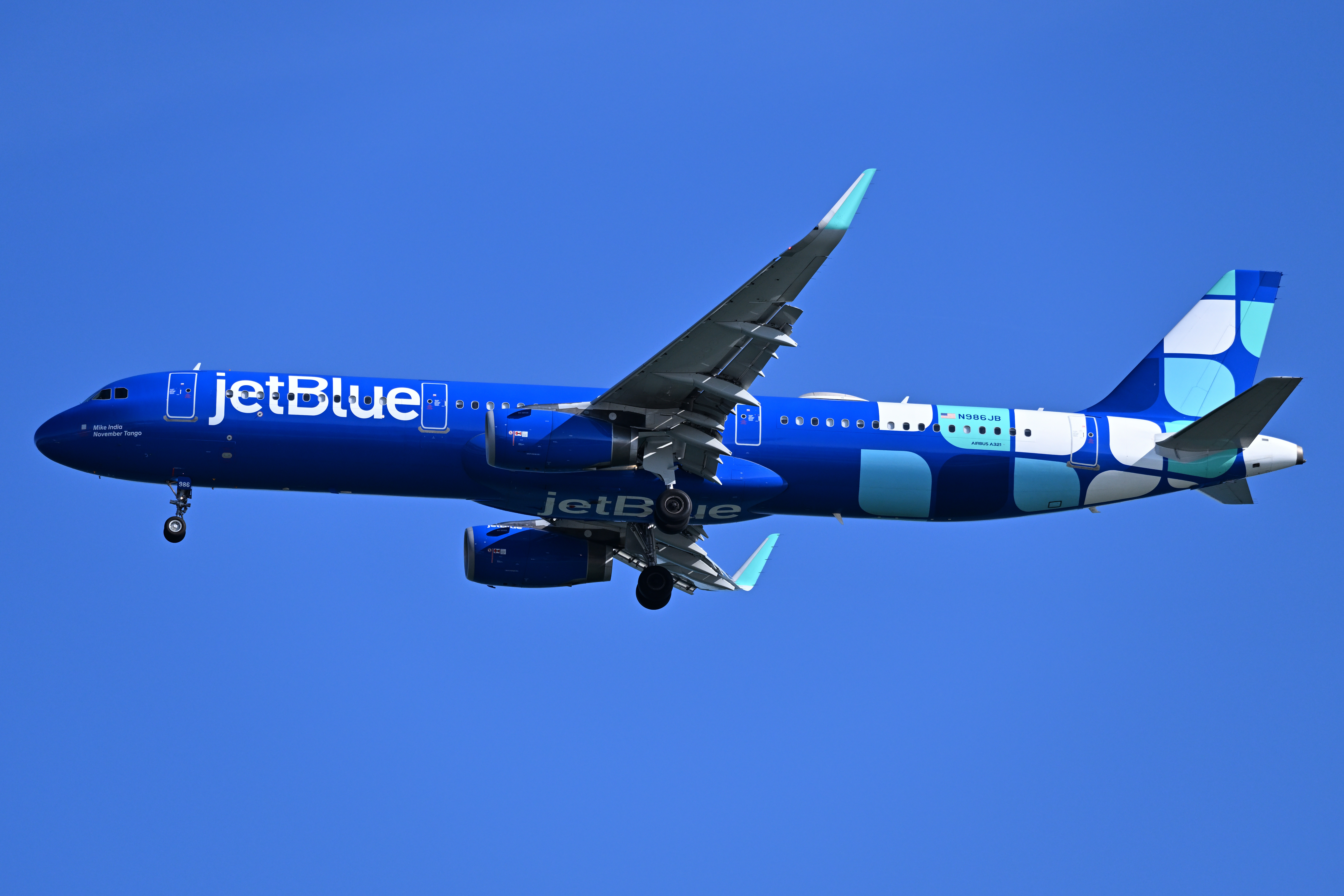
Un Airbus A321 nella livrea del 2023.

La livrea di JetBlue ha subito pochissimi cambiamenti nei suoi primi vent'anni di storia. Gli aerei presentavano il nome della compagnia e la parte bassa della fusoliera di colore blu; il timone di coda variava da un aereo all'altro, ma sempre con disegni ottenuti mescolando varie sfumature di blu.
Nel giugno del 2023 la compagnia ha lanciato una nuova livrea, andando per la prima volta a modificare radicalmente l'estetica dei suoi aerei. Il nuovo design prevede la fusoliera degli aerei interamente colorata di blu, con il nome dell'aerolinea in bianco. La coda e il timone sono rivestiti da motivi geometrici molto più grandi, che variano in ciascun aereo ma presentano sempre l'unione di bianco e varie sfumature di blu; queste ultime sono riprese sulle estremità alari.

## Destinazioni
A maggio 2025 JetBlue ha più di 100 destinazioni in Nord, Centro, Sud America e in Europa.
Oltre agli Stati Uniti gli altri paesi e territori collegati sono:
- Caraibi e Centro America: Antigua e Barbuda, Aruba, Bahamas, Barbados, Belize, Bermuda, Bonaire, Costa Rica, Curaçao, Giamaica, Grenada, Guadalupa, Guatemala, Haiti, Honduras, Isole Cayman, Isole Vergini Americane, Porto Rico, Repubblica Dominicana, Saint Kitts e Nevis, Saint Lucia, Saint Vincent e Grenadine, Sint Maarten, Trinidad e Tobago, Turks e Caicos
- Europa: Francia, Irlanda, Paesi Bassi, Regno Unito, Spagna
- Nord America: Canada, Messico
- Sud America: Colombia, Ecuador, Guyana.

Il 6 maggio 2015 JetBlue è stata una delle prime compagnie aeree a ricevere una licenza per offrire voli charter per Cuba, dopo oltre 50 anni di interruzione. Il volo settimanale fra New York (JFK) e l'Havana (HAV) iniziò il 3 luglio 2015, con Airbus A320 da 150 posti. Nel 2023 JetBlue ha sospeso tutti i voli verso Cuba, con l'ultimo volo operativo il 17 settembre 2023. La compagnia ha motivato la decisione con il calo della domanda e le restrizioni normative che limitavano l'accesso dei clienti a Cuba.

### Accordi commerciali
A gennaio 2024, JetBlue ha accordi di code sharing con le seguenti compagnie:
- Aer Lingus
- Air Serbia
- Azul
- Cape Air
- El Al
- Etihad Airways
- Hawaiian Airlines
- Icelandair
- JSX
- LOT Polish Airlines
- Porter Airlines
- Qatar Airways
- Royal Air Maroc
- Seaborne Airlines
- Silver Airways
- Singapore Airlines
- South African Airways
- Turkish Airlines

## Flotta

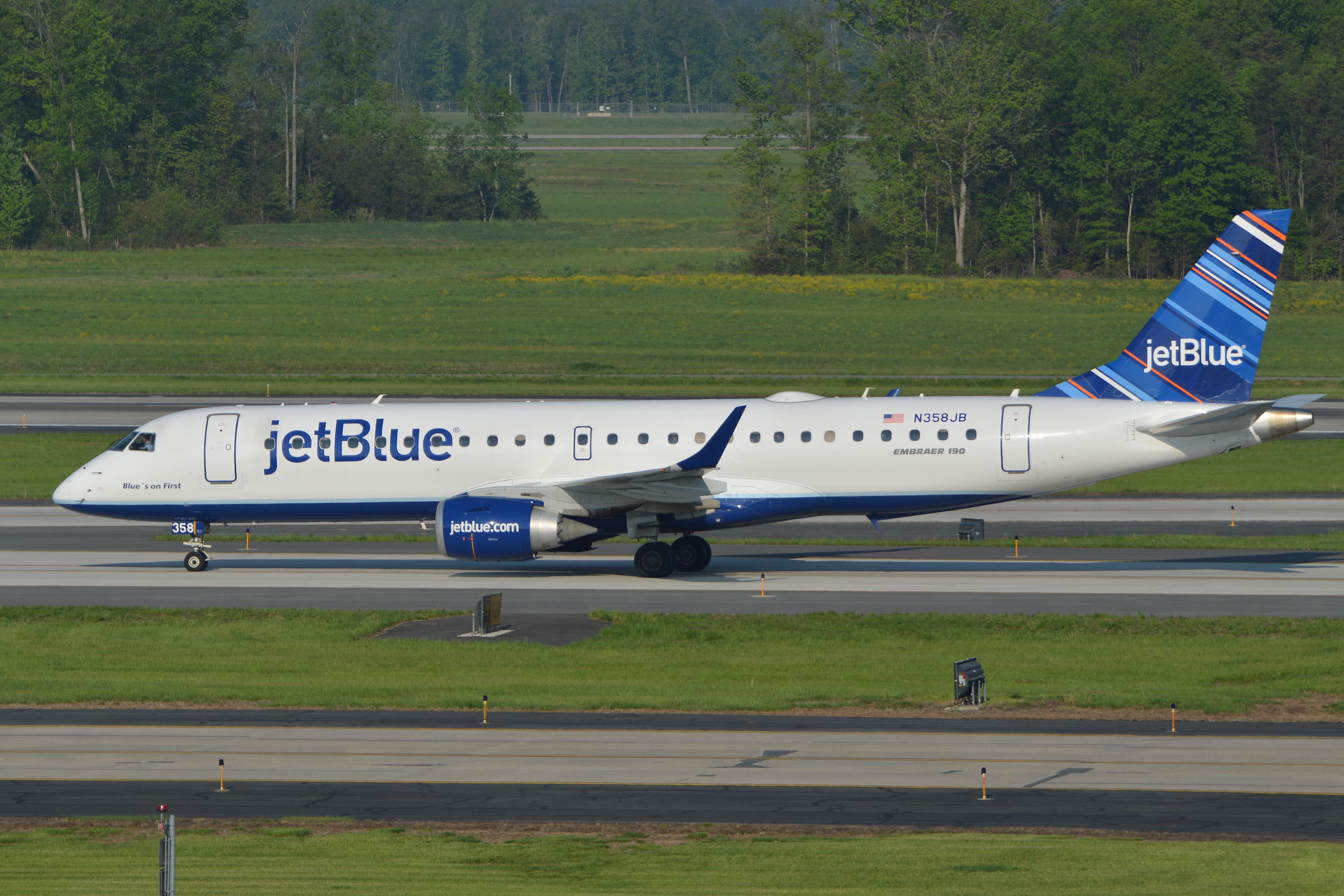
Un Embraer E-190.

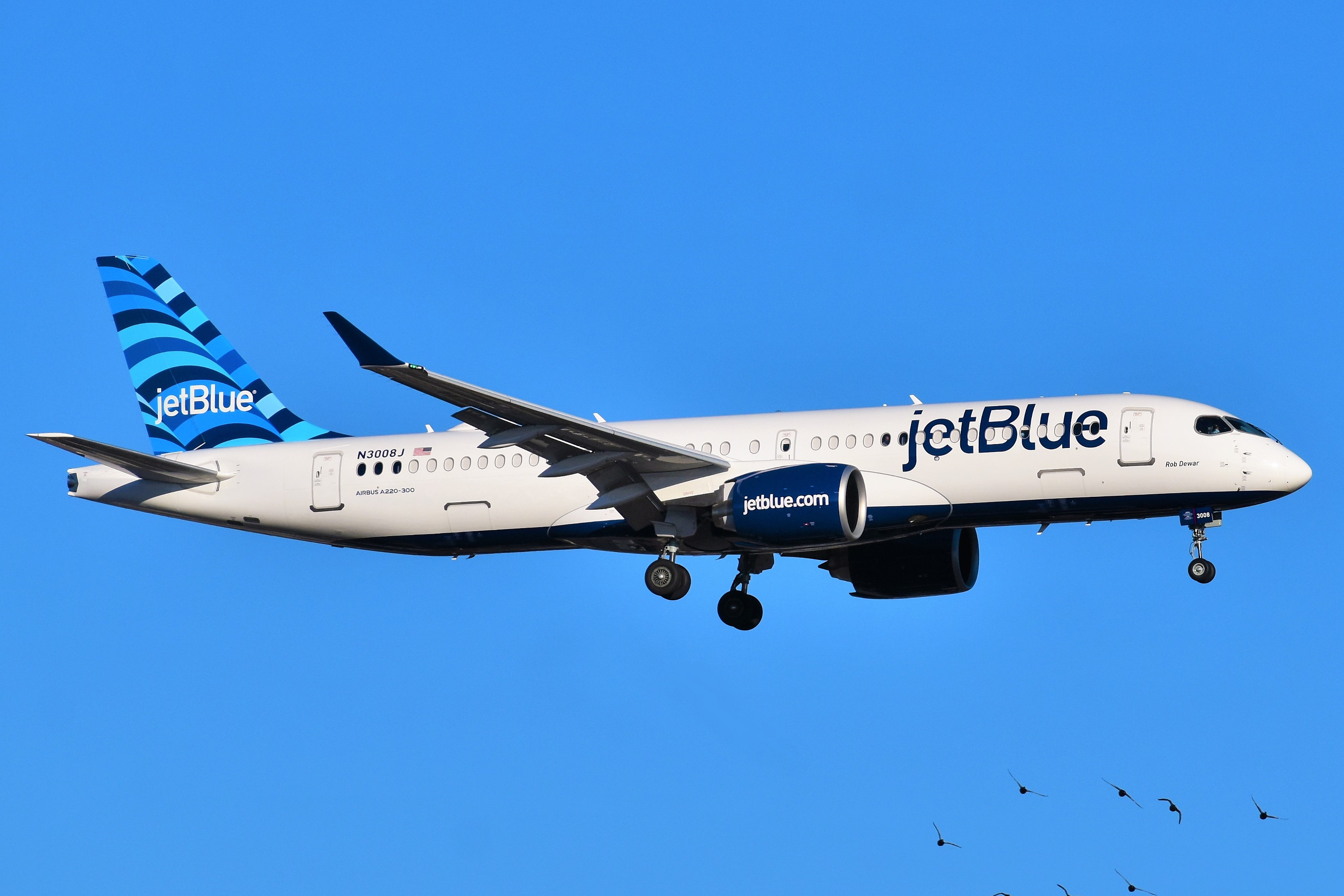
Un Airbus A220-300.

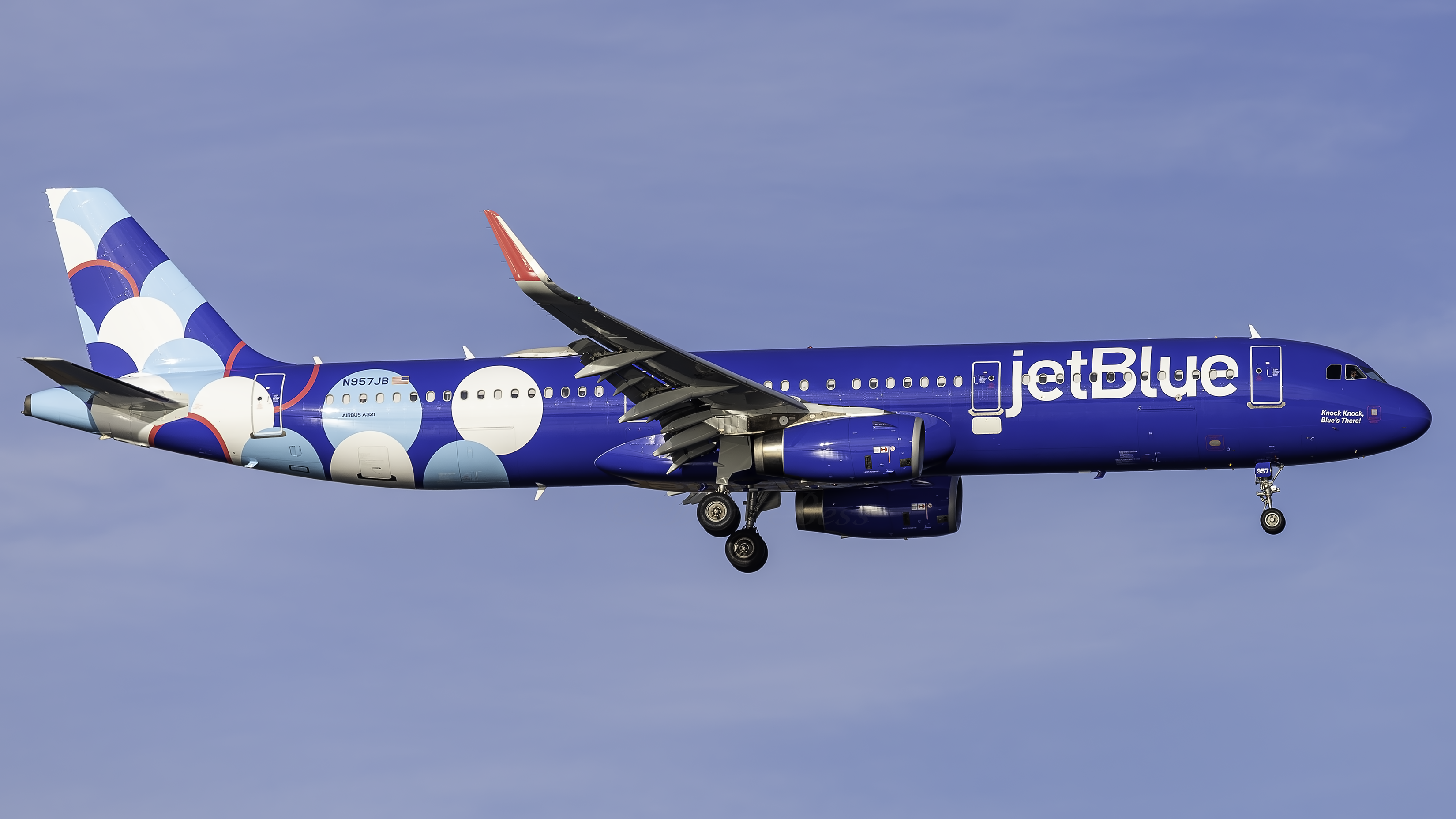
Un Airbus A321 nella livrea attuale.

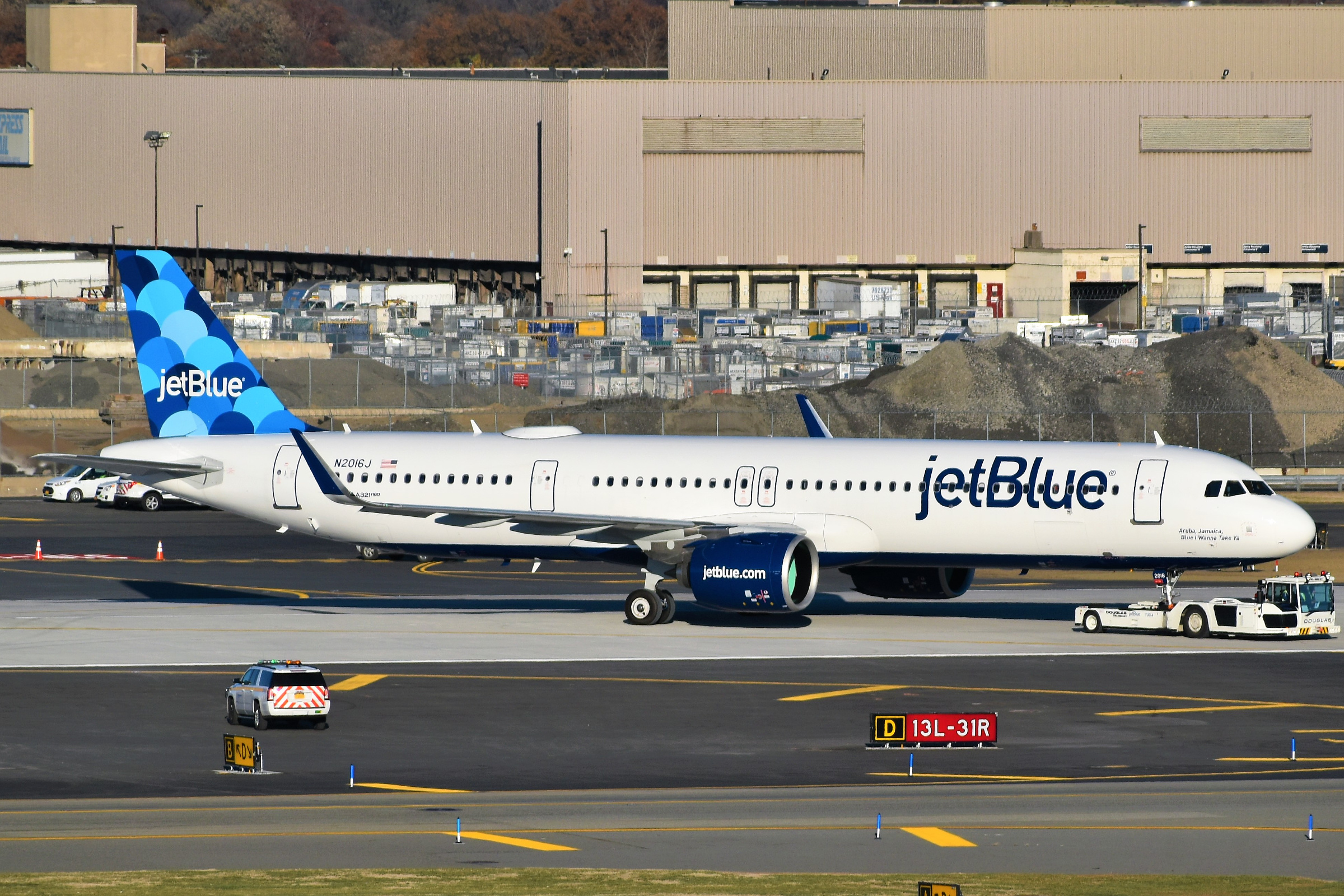
Un Airbus A321neo.

Ad ottobre 2024, la flotta di JetBlue Airways è composta dai seguenti aeromobili:

## Incidenti

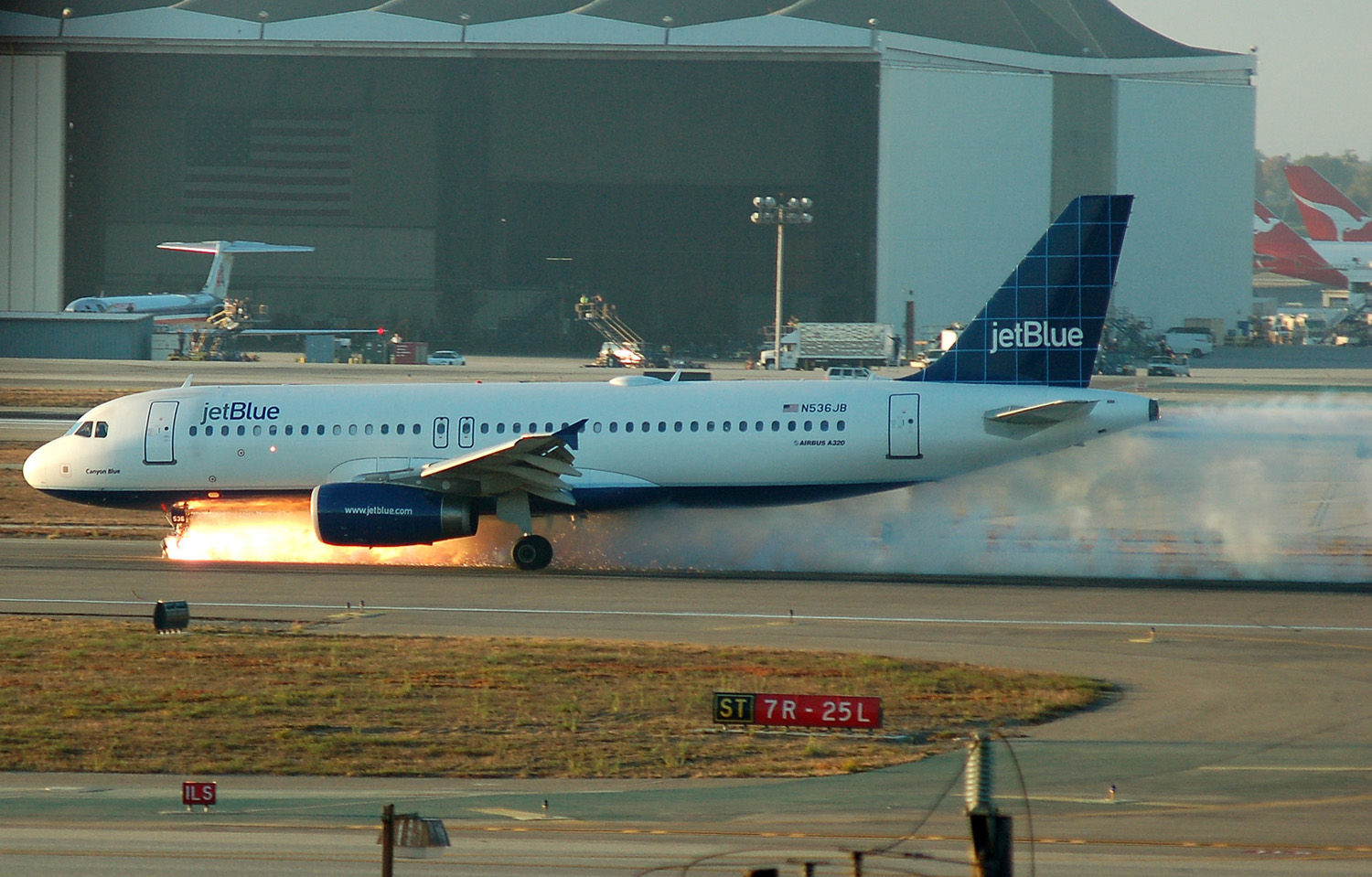
L'atterraggio d'emergenza del volo 292

- Il 21 settembre 2005, il volo JetBlue Airways 292 eseguì un atterraggio di emergenza all'aeroporto Internazionale di Los Angeles dopo che il carrello d'atterraggio aveva subito un guasto
- Il 28 marzo 2012, il volo JetBlue Airways 191 da New York a Las Vegas eseguì un atterraggio di emergenza a causa del crollo psicologico del comandante. L'equipaggio è riuscito con l'inganno a farlo uscire dalla cabina di pilotaggio e, chiudendosi dentro, a portare in salvo il resto dell'equipaggio e i passeggeri. Questi ultimi, sollecitati da una hostess, hanno bloccato il capitano fino ad atterraggio avvenuto.[21]